# Coppa delle Coppe (baseball)
La Coppa delle Coppe è stata una manifestazione continentale di baseball disputata tra i club europei vincitori della propria coppa nazionale. La prima edizione si tenne nel 1990 e la competizione fu disputata ogni anno (ad eccezione del 1995) fino al 2007: dall'anno successivo le squadre vincitrici della coppa furono qualificate alle Coppa CEB.

## Formula
Dopo una fase di qualificazione, nella fase finale, che durava pochi giorni, le otto formazioni venivano divise in due gironi da quattro; le prime due classificate di ciascun gruppo si sfidavano nelle semifinali e nella finale, tutte in gara secca.

## Albo d'oro
| Anno     | Sede        |                         | Primo                   | Secondo                    | Terzo |
| -------- | ----------- | ----------------------- | ----------------------- | -------------------------- | ----- |
| 1990     | Francia     | Neptunus Rotterdam      | World Vision Parma      | Nettuno Baseball           |       |
| 1991     | Svezia      | Milano Baseball         | Neptunus Rotterdam      | Angels Parma               |       |
| 1992     | Paesi Bassi | Milano Baseball         | HCAW                    | Levi's Brasschaat          |       |
| 1993     | Spagna      | Neptunus Rotterdam      | Milano Baseball         | Skellefteå                 |       |
| 1994     | Italia      | Kinheim                 | Cariparma Angels Parma  | HCAW                       |       |
| 1996 (A) | Svezia      | Leksand Tumberjack      | CSKA PVO Balashikha     | Sundbyberg Heat            |       |
| 1996 (B) | Paesi Bassi | RC Heemstede            | Jimmer's de Saint-Lô    | BK Jastrezbie              |       |
| 1997     | Paesi Bassi | Cariparma Parma         | CD Arga Burlada         | Konica Minolta Pioniers    |       |
| 1998     | Croazia     | Neptunus Rotterdam      | Milano Baseball         | Fortitudo Baseball Bologna |       |
| 1999     | Rep. Ceca   | Neptunus Rotterdam      | Kinheim                 | Orioles Grosseto           |       |
| 2000     | Italia      | HCAW                    | Orioles Grosseto        | Bonn Capitals              |       |
| 2001     | Paesi Bassi | Kinheim                 | HCAW                    | Cantine Ceci Parma         |       |
| 2002     | Germania    | Kinheim                 | NTNT Tornado's          | Regensburg Legionäre       |       |
| 2003     | Spagna      | Konica Minolta Pioniers | Kinheim                 | VVIA Balashikha            |       |
| 2004     | Paesi Bassi | Rojos de Candelaria     | Konica Minolta Pioniers | NTNT Tornado's             |       |
| 2005     | Belgio      | Rojos de Candelaria     | Konica Minolta Pioniers | Braves Brasschaat          |       |
| 2006     | Rep. Ceca   | Konica Minolta Pioniers | Lions de Savigny        | FC Barcelona               |       |
| 2007     | Paesi Bassi | Neptunus Rotterdam      | CBS Sant Boi            | Konica Minolta Pioniers    |       |